# Lathyrus tuberosus
Lathyrus tuberosus là một loài dây leo, bản địa ở các khu vực ôn hòa ẩm ướit ở châu Âu và Tây Á.
Cây này dài 1,2 m. Nó đôi khi được trồng để làm rau củ.

## Hình ảnh

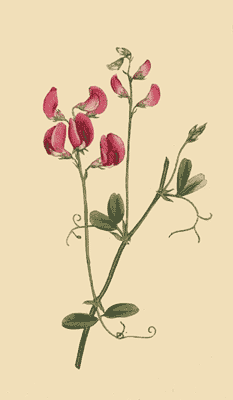
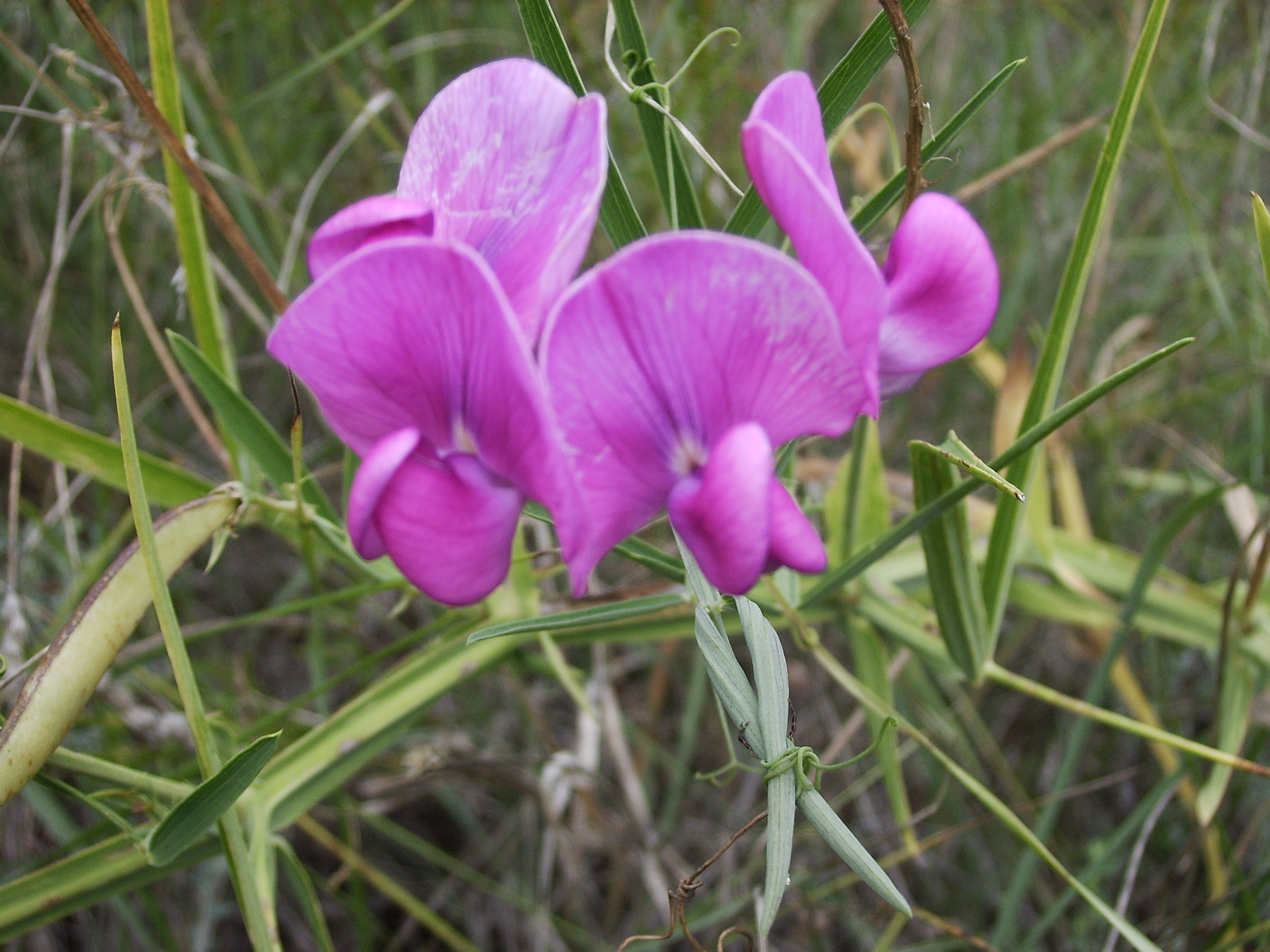
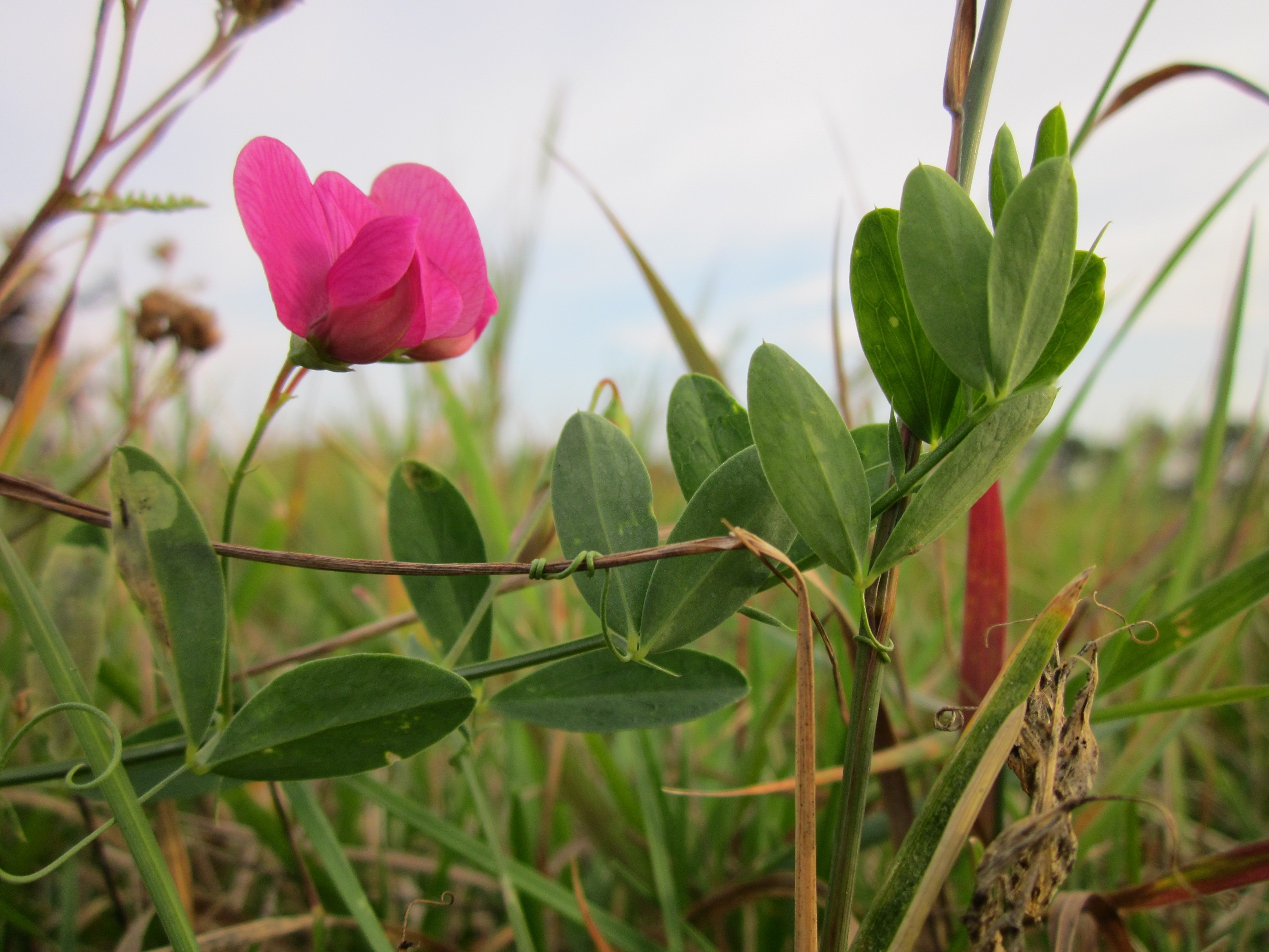
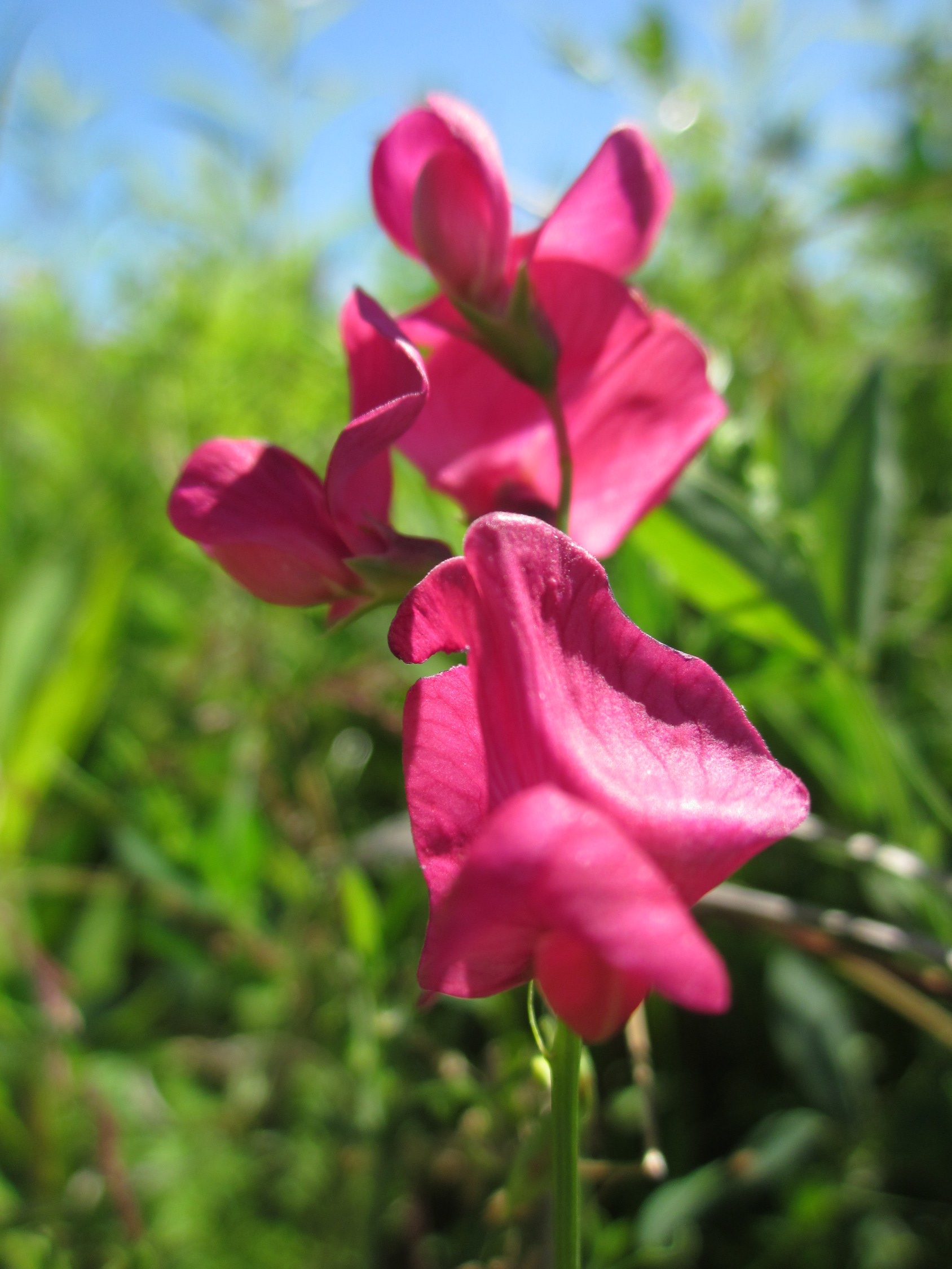